# Klasztor Najświętszego Zbawiciela w Jerozolimie
Franciszkański klasztor Najświętszego Zbawiciela w Jerozolimie (ang. Saint Saviour's Monastery, wł. Convento di San Salvatore) – klasztor franciszkanów, wchodzący w skład Kustodii Ziemi Świętej, na terenie łacińskiego patriarchatu Jerozolimy, w Dzielnicy Chrześcijańskiej Starego Miasta w Jerozolimie. Częścią kompleksu jest jerozolimski kościół parafialny pw. Najświętszego Zbawiciela.

## Historia
Zanim na terenie należącym dzisiaj do Klasztoru San Salvatore osiedlili się w XVI w. franciszkanie, wyrzuceni w 1551 ze swojego konwentu przy Wieczerniku na chrześcijańskim Syjonie w Jerozolimie, w miejscu tym istniał klasztor prawosławnych mnichów gruzińskich. Oficjalnie franciszkanie, którzy tymczasowo zamieszkali w gościnie u Ormian przy Katedrze św. Jakuba w Jerozolimie, odkupili klasztor gruziński i przeprowadzili się do niego 10 lipca 1559. Stopniowo zakonnicy dokupowali znajdujące się w pobliżu budowle prywatne, ubogą zabudowę i tereny we wnętrzu murów jerozolimskich (wzgórze Gareb, teren w pobliżu dzisiejszej Bramy Nowej).
Początkowo minoryci używali dawnej świątyni klasztornej Gruzinów. Ten niewielki kościół stał się też pierwszym kościołem parafialnym odradzającej się po czasach rekonkwisty muzułmańskiej jerozolimskiej wspólnoty katolickiej. Najstarsza zachowana księga parafialna sięga 1664, zanotowano w niej liczbę 68 praktykujących lokalnych katolików. W tym czasie kościół wyposażony był w organy. W ciągu następnego stulecia znacznie wzrosła liczba parafian. Franciszkanie zaczęli zabiegać o pozwolenie na powiększenie kościoła. Władze tureckie nie chciały takiego pozwolenia udzielić. W 1869 cesarz Franciszek Józef I, noszący m.in. tytuł króla Jerozolimy, we własnej osobie odwiedził klasztor Najświętszego Zbawiciela i zaczął czynić starania zmierzające do rozbudowy kościoła, przeznaczając na ten cel odpowiednie fundusze. O pozwolenie na powiększenie kościoła zabiegali również dyplomaci innych mocarstw europejskich. Władze tureckie pozwoliły na wybudowanie nowego kościoła na miejscu poprzedniej świątyni klasztornej 9 listopada 1880. Oficjalny dokument nosi datę 14 lutego 1883. Pismo zostało dostarczone ambasadorowi francuskiemu w Stambule 25 lutego 1883. Kamień węgielny położył kustosz Ziemi Świętej franciszkanin o. Guido da Cortona 29 listopada 1883. Dzwonnicę ukończono 27 maja 1884. Kościół został konsekrowany 29 listopada 1885 przez łacińskiego patriarchę Jerozolimy Vincenzo Bracco. Nadal jednak trwały prace zarówno na zewnątrz jak i wewnątrz świątyni. Główny ołtarz konsekrował 17 lutego 1968 patriarcha łaciński Giacomo Giuseppe Beltritti.
Z okazji 400-lecia Kościoła Najświętszego Zbawiciela papież Jan XXIII napisał specjalny list Sacra Palestinae Loca do generała franciszkanów Augustyna Sépinskiego 17 kwietnia 1960.

## Konwent franciszkański
Klasztor Najświętszego Zbawiciela jest siedzibą Kustosza Ziemi Świętej i innych instytucji związanych z działalnością franciszkanów w krajach Lewantu: kuria kustodialna, Jerozolimskie Studium Teologiczne (wydział Franciszkańskiego Studium Biblijnego), Franciscan Printing Press, Instytut „Magnificat”, arabski zespół szkół ogólnokształcących, infirmeria prowincjalna, archiwum oraz biblioteka z cennymi dziełami dotyczącymi historii chrześcijaństwa w Palestynie. Przyklasztorny kościół z końca XIX w. jest świątynią parafialną dla katolików obrządku łacińskiego mieszkających w Jerozolimie.

## Wystrój kościoła
Autorami znajdujących się w sześciu ołtarzach obrazów są Antonio Ciseri (1821-1891), Francesco Giuseppe Ciseri (syn Antoniego, 1858–1935) oraz Giacomo Martinetti (1842-1910), przedstawiciele dziewiętnastowiecznej szkoły florenckiej. Na obrazach tych przedstawione zostały następujące motywy religijne: Św. Antoni z Padwy, Najświętsze Serce Jezusa, Święty Józef, Święty Roch, Ostatnia Wieczerza oraz Niewierność Świętego Tomasza. Uwagę zwracają również srebrne antependium ołtarza głównego ze sceną Zesłania Ducha Świętego (XVIII w.) oraz srebrne kandelabry pochodzące z poprzedniego kościoła.

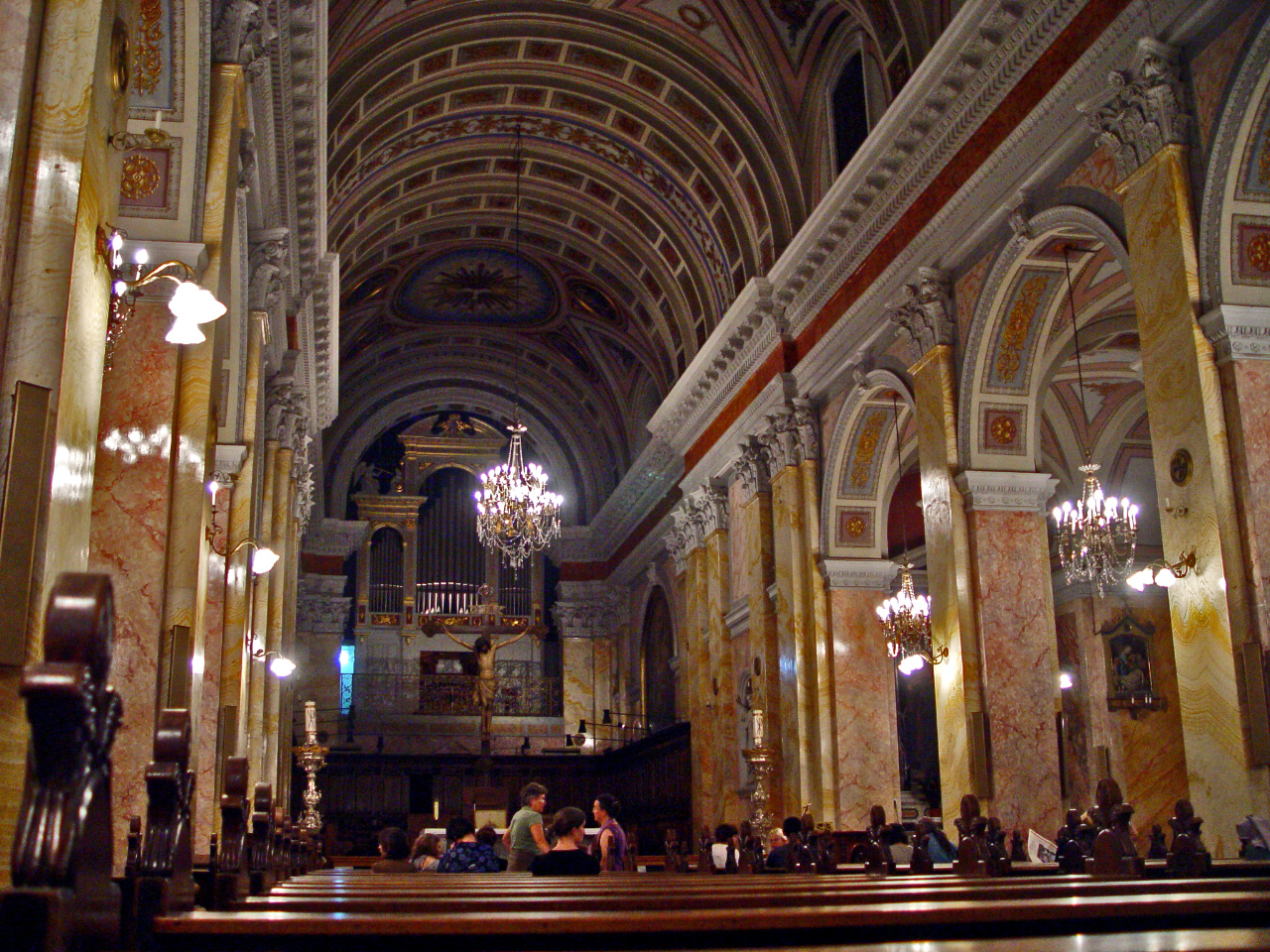
Wnętrze
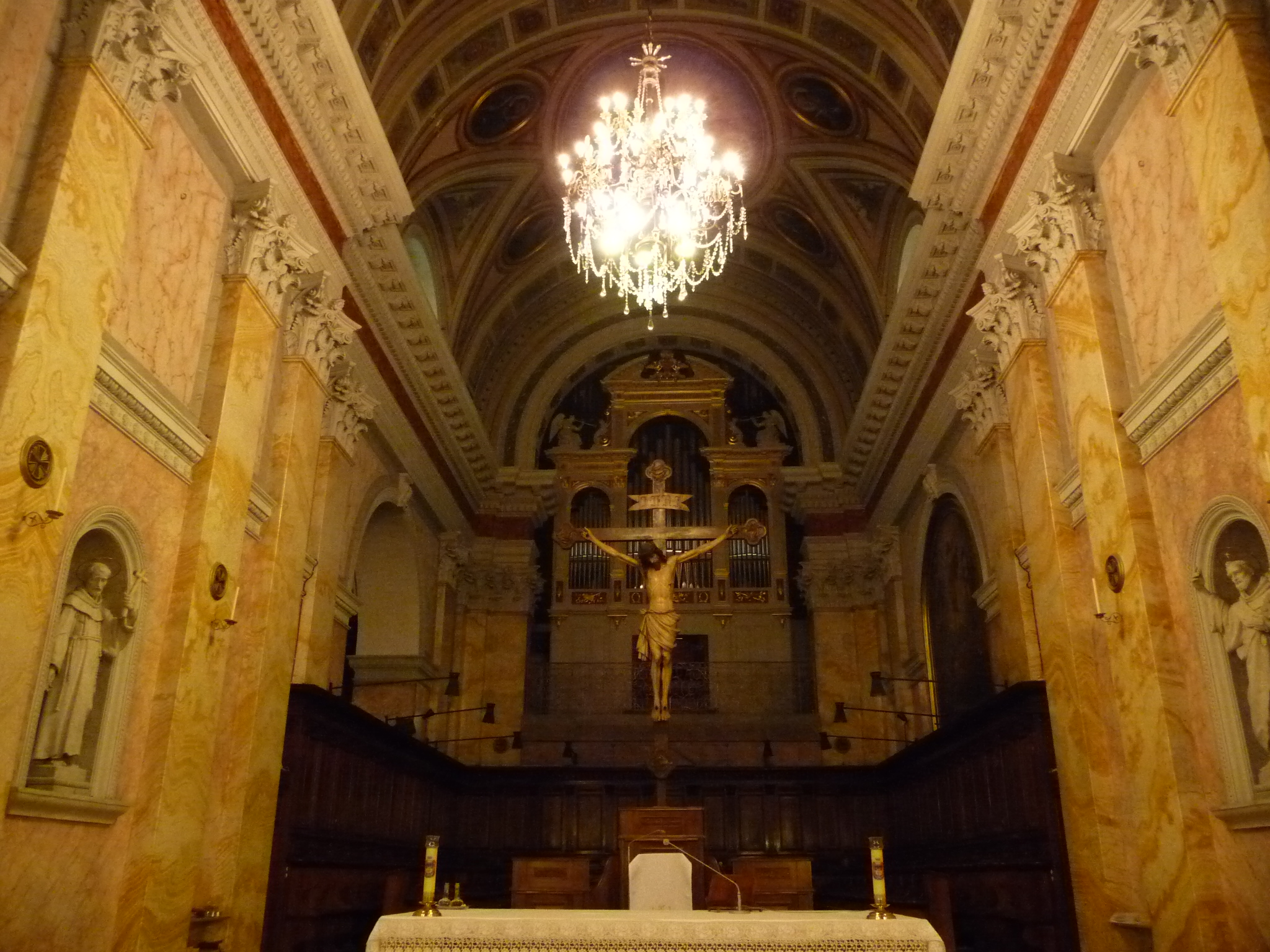
Prezbiterium
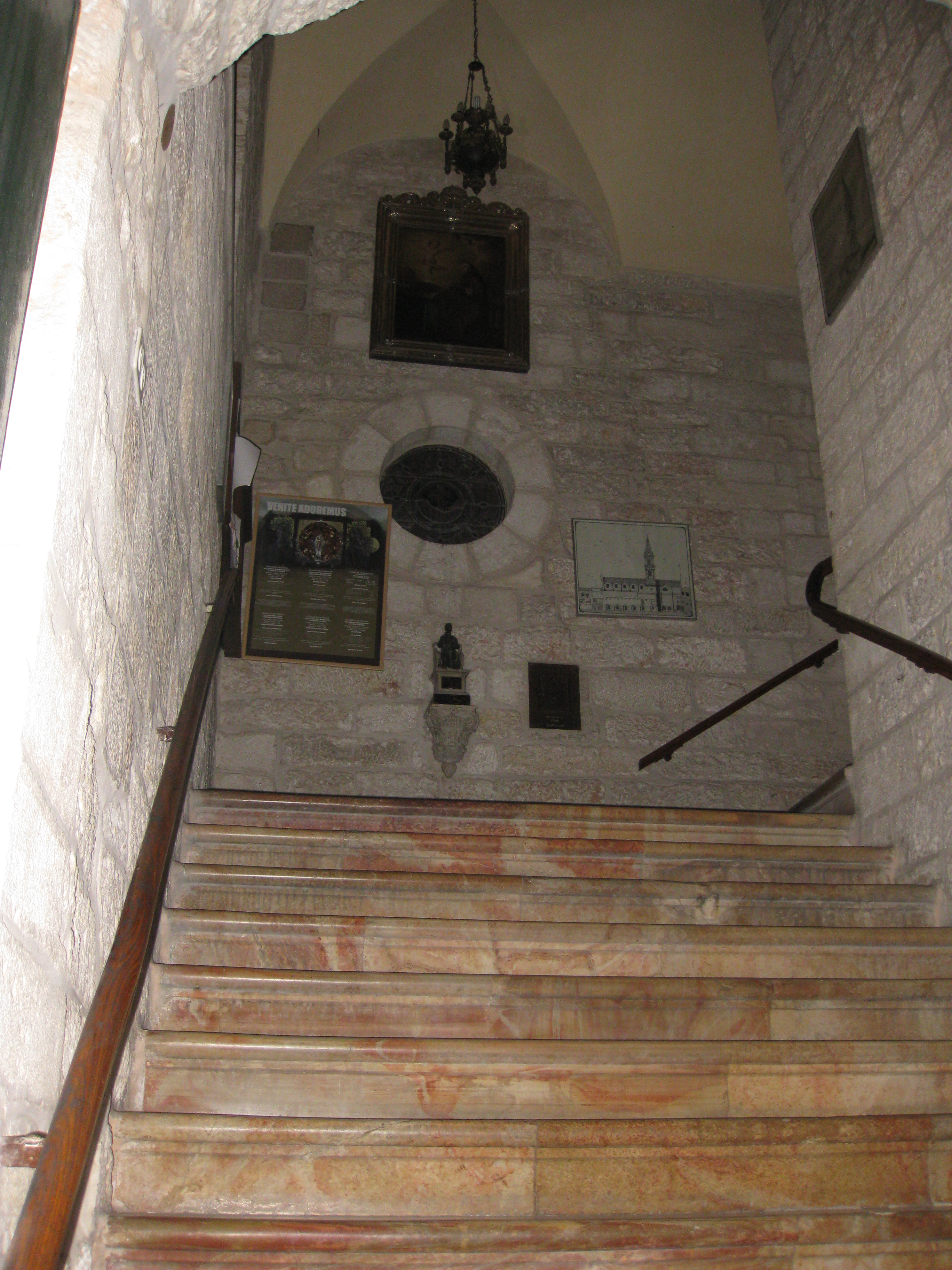
Klatka schodowa
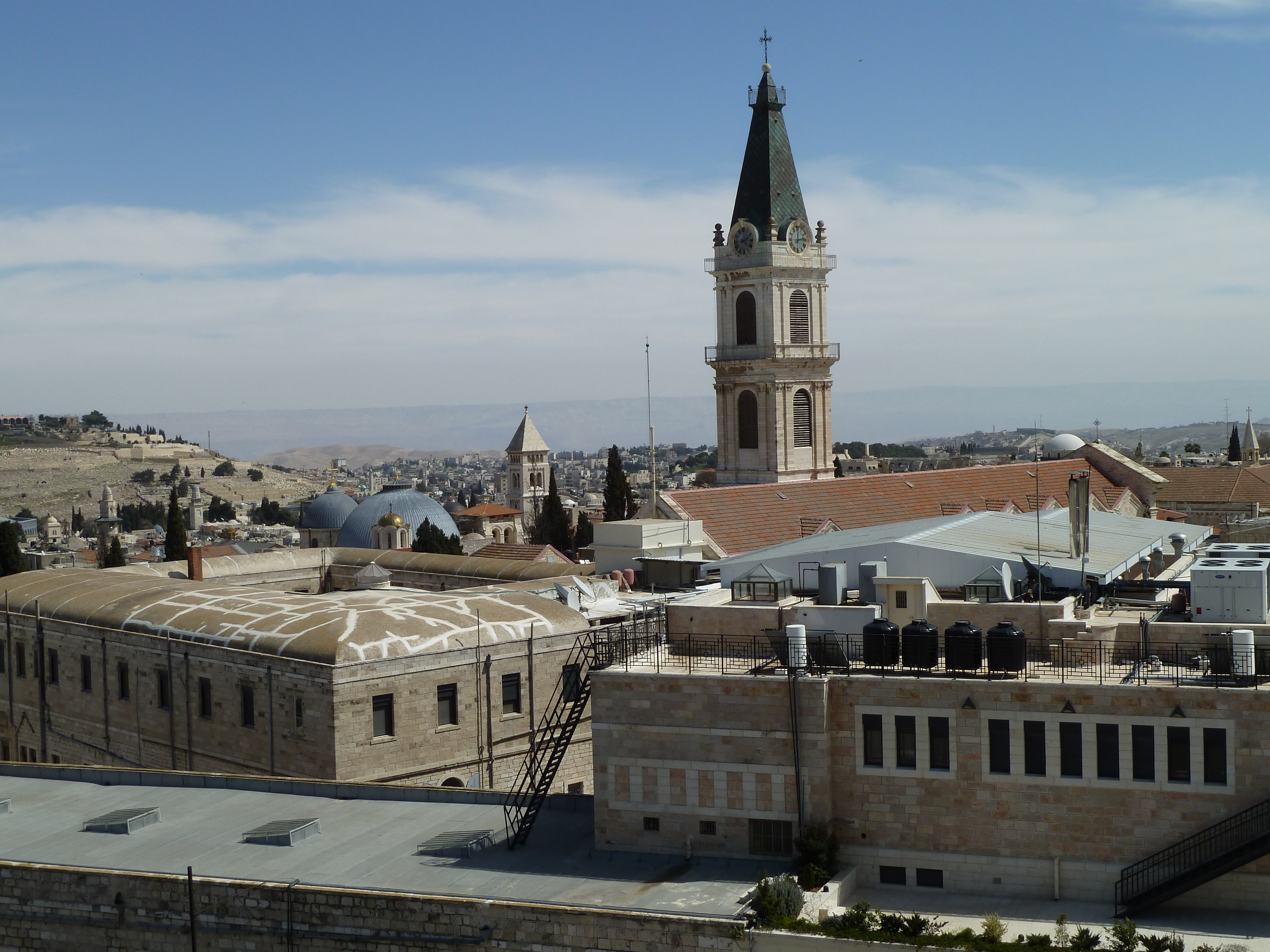
Wieża i dach